# Zenodorus microphthalmus
Zenodorus microphthalmus är en spindelart som först beskrevs av Koch L. 1881.  Zenodorus microphthalmus ingår i släktet Zenodorus och familjen hoppspindlar. Inga underarter finns listade i Catalogue of Life.